# Ганзей, Кирилл Сергеевич
Кири́лл Серге́евич Ганзей (род. 6 июня 1984, Приморский край, гор. Владивосток) — российский учёный-географ, специалист в области островного ландшафтоведения и физической географии. Директор Тихоокеанского института географии ДВО РАН. Доктор географических наук.Избран членом-корреспондентом РАН 29 мая 2025 года. .

## Биография
Родился в семье ученых-географов Сергея Степановича и Ларисы Анатольевны Ганзей 6 июня 1984 года в г. Владивосток.

### Образование
В 2006 г. окончил географический факультет Дальневосточного государственного университета по специальности "География" с присвоением квалификации географа (кафедра физической географии).
В 2009 г. окончил аспирантуру Тихоокеанского института географии ДВО РАН по специальности "Физическая география и биогеография, география почв и геохимия ландшафтов".
В 2009 г. защитил на географическом факультете Московского государственного университета имени М. В. Ломоносова диссертацию на соискание ученой степени кандидата географических наук по теме "Ландшафты и физико-географическое районирование Курильских островов". Оппонентами выступили крупные ученые: профессор А. Ю. Ретеюм и доцент А. Н. Иванов.
В 2022 г. защитил в Институте географии имени В. Б. Сочавы Сибирского отделения Российской академии наук диссертацию на соискание ученой степени доктора географических наук по теме "Островные геосистемы северо-западной части Тихого океана: структура, функционирование и природопользование". Оппонентами на защите выступили член-корр. РАН К. Н. Дьяконов, доктора географических наук К. В. Чистяков и Е. А. Позаченюк. 
26 декабря 2023 года там же состоялась повторная защита докторской диссертации.

### Научно-профессиональная деятельность
- 2002—2006 — Техник I категории ТИГ ДВО РАН
- 2006—2008 — Инженер I категории ТИГ ДВО РАН
- 2008—2009 — Старший инженер ТИГ ДВО РАН
- 2009—2010 — Младший научный сотрудник информационно-картографического центра ТИГ ДВО РАН
- 2010—2012 — Научный сотрудник информационно-картографического центра ТИГ ДВО РАН
- 2009—2016 — Председатель Совета молодых ученых ТИГ ДВО РАН
- 2012—2014 — Старший научный сотрудник информационно-картографического центра ТИГ ДВО РАН
- 2014—2017 — Директор информационно-картографического центра ТИГ ДВО РАН
- 2016—2019 — Заместитель директора по научной работе ТИГ ДВО РАН
- с 2019 — директор ТИГ ДВО РАН (в 2019—2020 гг. как врио директора)

В 2016 и 2020 гг. участвовал в выборах директора Тихоокеанского института географии ДВО РАН. Заместитель главного редактора научного журнала "Тихоокеанская география", член редколлегии журнала "Известия Иркутского государственного университета. Серия: Науки о Земле".

## Научные результаты
Основная область научных интересов направлена на изучение ландшафтного разнообразия и ландшафтное картографирование вулканогенных островных геосистем. С этой целью К.С. Ганзей принял участие и был руководителем более десятка географических экспедиций. В частности, в 2007–2008 гг. в составе научных рейсов, организованных в рамках Курильского биокомплексного проекта Университета штата Вашингтон (Сиэтл, США), он изучал северные и средние Курильские острова.
В результате многолетних исследований и полевых работ им определен вклад факторов глобального, регионального и местного уровней в процесс ландшафтной дифференциации и дан анализ особенностей ландшафтной структуры островов, выполнено ландшафтное картографирование для отдельных островов Тихого океана (Курилы, Гавайи, акватория зал. Петра Великого). Авторский физико-географические и ландшафты карты Курильских островов вошли в состав изданного в 2008 г. «Атласа Курильских островов».
Проведены исследования по изучению устойчивости геосистем и особенностей природопользования на островах северо-западной части Тихого океана. В результате работ оценена роль экстремальных природных процессов и антропогенного воздействия на формирование механизмов устойчивости геосистем в условиях изолированных островных территорий.

## Научные работы
Автор более 110 публикаций, из них 8 монографий, более 50 статей в рецензируемых журналах.  

### Избранные труды
- Ганзей К.С. Геосистемы Южных и Средних Курильских островов // География и природные ресурсы. 2008. № 3. С. 90-95.
- Зонов Ю.Б., Говорушко С.М., Ганзей К.С. Современные представления о геосистемах // Геосистемы Дальнего Востока России на рубеже XX-XXI веков (в 3 томах). Т. 1. Природные геосистемы и их компоненты. Владивосток, 2008. С. 13-19. (Монография)
- Ганзей К.С. Ландшафтная типология Курильских островов // Вестник Дальневосточного отделения Российской академии наук. 2009. № 4 (146). С. 152-159.
- Ганзей К.С. Ландшафты и физико-географическое районирование // Атлас Курильских островов; Кол. авторов. Москва, 2009. (Атлас-монография)
- Ганзей К.С., Разжигаева Н.Г., Рыбин А.В. Изменение ландшафтной структуры острова Матуа во второй половине XX-начале XXI вв. (Курильский архипелаг) // География и природные ресурсы. 2010. № 3. С. 87-93.
- Ганзей К.С. Ландшафты и физико-географическое районирование Курильских островов. Владивосток: Дальнаука, 2010. (Монография)
- Ганзей К.С., Иванов А.Н. Ландшафтное разнообразие Курильских островов // География и природные ресурсы. 2012. № 2. С. 87-94.
- Ганзей К.С. Особенности проявления ландшафтообразующих процессов на Курильских и Гавайских островах // География и природные ресурсы. 2014. № 2. С. 132-139.
- Ганзей К.С. Развитие островных геосистем под действием вулканизма (на примере островов-вулканов Курильской дуги) // Вопросы географии. 2014. № 138. С. 295-309.
- Ганзей К.С. Оценка ландшафтного разнообразия вулканически активных островов // Известия Российской академии наук. Серия географическая. 2014. № 2. С. 61-70.
- Ганзей К.С. Сценарии изменения ландшафтного разнообразия островов под действием вулканизма // Доклады Академии наук. 2015. Т. 461. № 3. С. 338.
- Ганзей К.С., Киселёва А.Г., Родникова И.М., Пшеничникова Н.Ф. Современное состояние и антропогенная трансформация геосистем островов залива Петра Великого // Ойкумена. Регионоведческие исследования. 2016. № 1 (36). С. 40-49.
- Бакланов П.Я., Ганзей К.С., Ермошин В.В. Береговые географические структуры в прибрежно-морском природопользовании // Доклады Академии наук. 2018. Т. 478. № 2. С. 229-231.
- Ганзей К.С., Пшеничникова Н.Ф., Киселева А.Г. Оценка устойчивости островных геосистем Архипелага Императрицы Евгении (залив Петра Великого, Японское море) // География и природные ресурсы. 2020. № 2 (161). С. 62-70.

## Членство в научных и профессиональных сообществах
- Член Приморского краевого отделения Русского географического общества
- Член Постоянной Природоохранительной комиссии Русского географического общества (с 2021)
- Член Комиссии по территориальной организации и планированию Русского географического общества (с 2021)

## Награды и премии
- Почетная грамота Законодательного собрания Приморского края, 2021 г.
- Почетная грамота Президиума ДВО РАН, 2021 г.
- Благодарность Думы города Владивостока, 2021 г.
- Медаль Российской академии наук для молодых ученых в области океанологии, физики атмосферы и географии, 2006 г.
- Премия имени академика И.П. Дружинина в области географии и геоэкологии, 2009 г.